# Doklad

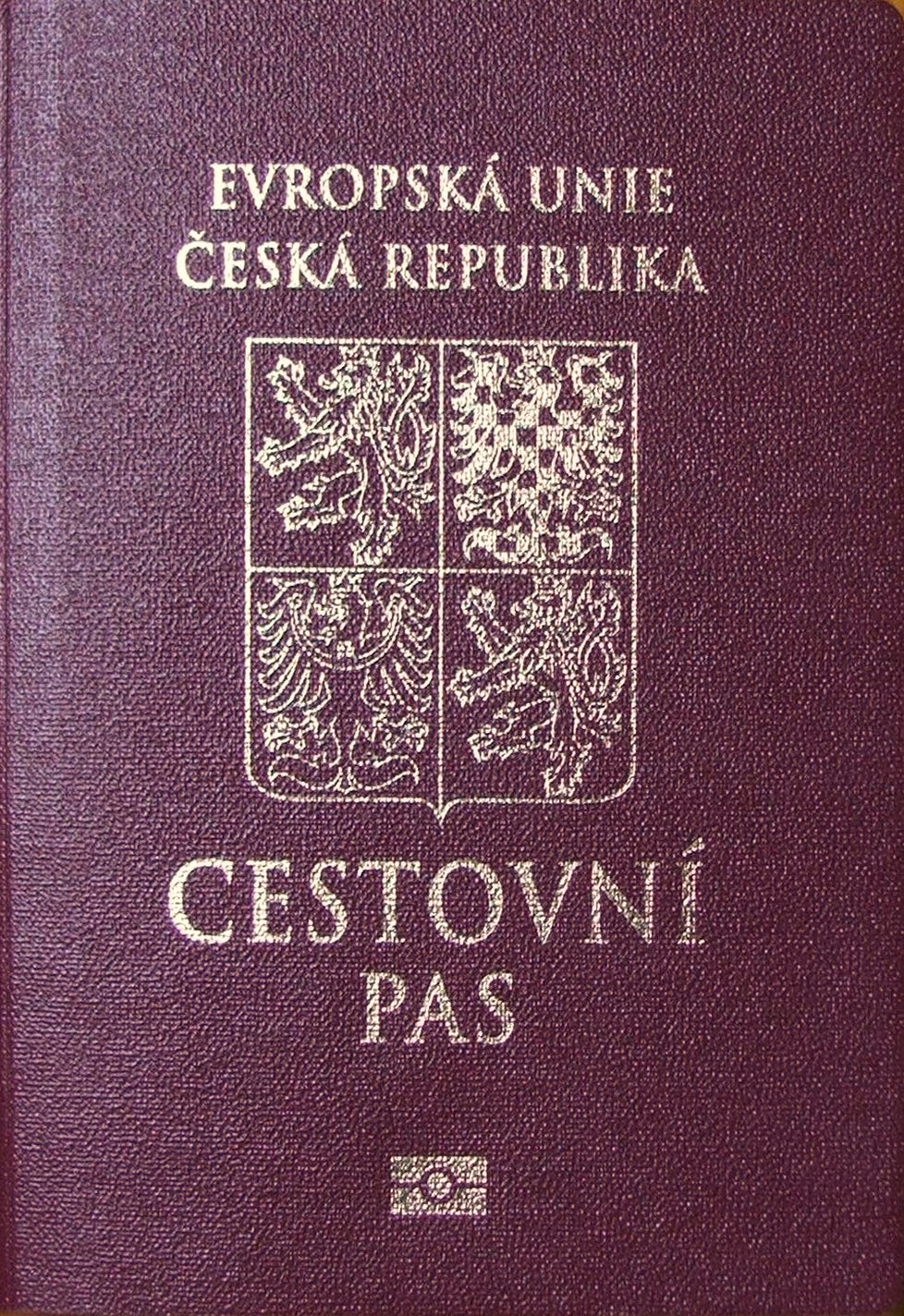
Český cestovní doklad (2007)

Doklad je písemný dokument, kterým lze prokázat existenci právní skutečnosti.

## Druhy dokladů
- Účetní doklad prokazuje existenci účetního případu a dokládá kdo transakci schválil a kdo ji zanesl do účetních knih. Dělí se na:[3]
  - Podle druhu – faktury (přijaté a vystavené), pokladní doklady (příjmové a výdajové), bankovní výpisy, interní doklady (příjemky, výdejky, výplatní listiny apod.).
  - Podle místa vzniku – vnitřní, vnější
  - Podle počtu dokumentovaných účetních případů – jednotlivé, sběrné
- Jízdní doklady dokládají oprávnění osoby cestovat dopravním prostředkem.
- Přepravní doklady doprovázejí přepravovanou zásilku.
- Daňové doklady slouží k tomu, aby účetní jednotka prokázala svá daňová tvrzení (správci daně, auditorovi, soudu, ...)
- Cestovní doklady (cestovní pas, vízum)
- Ŕidičské průkazy (jen první vydání).

## Doklad a osvědčení
Ve veřejnoprání sféře se rozlišují pojmy „doklad“ a „osvědčení“. Na rozdíl od osvědčení, které pouze ověřuje nesporné skutečnosti, je doklad výsledkem správního rozhodnutí konstitutivní povahy. V případě, že správní orgán zcela vyhoví žádosti, nevydává písemné vyhotovení svého rozhodnutí, ale jen doklad, kterým lze toto rozhodnutí prokázat, a o jeho vydání učiní pouze záznam do spisu. Doklad je s příslušným rozhodnutím pevně svázán, dnem převzetí dokladu nabývá rozhodnutí právní moci a naopak, je-li rozhodnutí později zrušeno, pozbývá vydaný doklad své platnosti. Vydané rozhodnutí může být zrušeno jen na základě mimořádných opravných prostředků, příp. ve správním soudnictví; řádné opravné prostředky proti rozhodnutí, na základě něhož byl doklad vydán, uplatnit nelze. Doklad vydaný spráním orgánem má vždy charakter veřejné listiny.
Další vydání řidičských průkazů již mají pouze povahu osvědčení o rozsahu řidičského oprávnění; podobně je osvědčením také občanský průkaz), zbrojní průkazy apod.